# Idiodes albistriga
Idiodes albistriga är en fjärilsart som beskrevs av W. Warren 1899. Idiodes albistriga ingår i släktet Idiodes och familjen mätare. Inga underarter finns listade i Catalogue of Life.